# Agent Red – Ein tödlicher Auftrag
Agent Red ist ein US-amerikanischer Actionfilm der Regisseure Damian Lee und Jim Wynorski aus dem Jahr 2000, mit Dolph Lundgren in der Hauptrolle.

## Handlung
Der chemische Kampfstoff Agent Red ist in den USA während des Kalten Krieges entwickelt und von der Sowjetunion gestohlen worden, die Agent Red als zu große Bedrohung angesehen hat. Nach dem Fall des Eisernen Vorhanges wollen die Russen den Stoff loswerden, da er ihnen zu gefährlich wird. Der Kampfstoff soll an Bord eines amerikanischen Atom-U-Boots in die Staaten zurückgebracht werden. Doch russische Terroristen kapern das U-Boot und bringen damit Agent Red in ihre Gewalt. Ihr Ziel: Millionen unschuldiger Menschen zu töten und damit gegen die Korruption und Skrupellosigkeit der Weltpolitik zu demonstrieren. Doch Matt Hendricks, ein Spezialist der US-Marines, befindet sich mit Doktor Linda Christian auch an Bord des U-Boots und nimmt den Kampf gegen die Terrorgruppe auf. Sie schaffen es, die Pläne der Terroristen zu vereiteln und verhindern die Freisetzung des Stoffes.

## Kritik
„Ein in allen Belangen bedürftiger Actionfilm ohne jede geistige Anstrengung, der jedes noch so absehbare Feuergefecht herbei sehnen lässt, um die dämlichen Dialoge der Akteure nicht ertragen zu müssen. Ein Tiefpunkt in allen Belangen – sogar für den B-Actionstar Dolph Lundgren.“

## Hintergrund
Produzent Jim Wynorski drehte noch einige Szenen nach, wurde aber nicht in den Credits als Regisseur genannt.